# Shumatsu no Fractale
Singles de Faylan
Honnou no Doubt
(2010) Rasen, Arui wa Seinaru Yokubou.
(2011)
Shumatsu no Fractale est le 10e single de Faylan sorti sous le label Lantis le 26 janvier 2011 au Japon. Il atteint la 75e place à l'Oricon, il reste classé 1 semaine et se vend à 1 235 exemplaires. Il sort en format CD et CD+DVD.
Shumatsu no Fractale a été utilisé pour le jeu vidéo Grisaia no Kajitsu sur PC.

## Liste des titres
Kuwashima Yoshikazu a écrit les paroles de la première chanson, et Faylan celles de la 2e.
| 1. | Shumatsu no Fractale (終末のフラクタル)             | Hitoshi Fujima (Elements Garden) | 4:43 |
| 2. | Happy Soul Dance                                    | Junpei Fujita (Elements Garden)  | 4:24 |
| 3. | Shumatsu no Fractale (off vocal) (終末のフラクタル) | Hitoshi Fujima (Elements Garden) | 4:41 |
| 4. | Happy Soul Dance (off vocal)                        | Junpei Fujita (Elements Garden)  | 4:23 |

| 1. | Shumatsu no Fractale |  |